# Énigmes de l'histoire
Énigmes de l'histoire ou À chacun sa vérité est une série télévisée française en 9 épisodes, créée par Stellio Lorenzi, André Castelot et Alain Decaux. Elle est diffusée sur R.T.F. Télévision entre le 22 mai 1956 et le 24 août 1957.

## Synopsis
Cette anthologie vise la reconstitution d'énigmes historiques.
La rédaction des scénarios est confiée aux historiens André Castelot et Alain Decaux, Stellio Lorenzi se chargeant de la réalisation. Les épisodes sont tournés en direct.
Le 14 septembre 1957, la série donne naissance à La caméra explore le temps.

## Distribution
De nombreux acteurs ont participé à la distribution, parmi lesquels :
- Berthe Bovy,
- Roger Carel,
- Maria Casarès,
- Jean-Roger Caussimon,
- Hélène Constant,
- Marie Mansart,
- Claire Maurier,
- Pierre Mondy,
- Emmanuelle Riva,
- François Vibert.

## Épisodes
1. Le secret de Mayerling[2]
2. L'énigme du Temple
3. Le mystère de la Mary Celeste[3]
4. L'homme au masque de fer[4]
5. La double mort du tsar Alexandre Ier[5]
6. L'énigme de Marie-Stella[6]
7. L'inconnue de Berlin[7]
8. Le Chevalier d'Éon[8]
9. Un nommé Charles Naundorf[9]